# Liste der Monuments historiques in Cesse
Die Liste der Monuments historiques in Cesse führt die Monuments historiques in der französischen Gemeinde Cesse auf.

## Liste der Objekte
| Bezeichnung                                    | Beschreibung                                 | Standort                                         | Kennzeichnung | Schutzstatus | Datum | Bild |
| ---------------------------------------------- | -------------------------------------------- | ------------------------------------------------ | ------------- | ------------ | ----- | ---- |
| Gemälde Jesus unter den Schriftgelehrten       | Ölfarbe auf Leinwand, 1845                   | in der Kirche Notre-Dame-de-l’Assomption (Lage)  | PM55001674    | Inscrit      | 1993  |      |
| Bilderrahmen                                   | Holz, vergoldet, 18. Jahrhundert             | in der Kirche Notre-Dame-de-l’Assomption (Lage)  | PM55000142    | Classé       | 1913  |      |
| Grabstein für Pierre Tourneau und Anne Limozin | Stein, bezeichnet 1674                       | vor der Kirche Notre-Dame-de-l’Assomption (Lage) | PM55001677    | Inscrit      | 1996  |      |
| Kirchengestühl                                 | Eichenholz, 18. Jahrhundert                  | in der Kirche Notre-Dame-de-l’Assomption (Lage)  | PM55001675    | Inscrit      | 1993  |      |
| Kanzel                                         | Holz, 18. Jahrhundert                        | in der Kirche Notre-Dame-de-l’Assomption (Lage)  | PM55000143    | Classé       | 1981  |      |
| Bruchstück eines Taufbeckens                   | Stein, 12. Jahrhundert                       | in der Kirche Notre-Dame-de-l’Assomption (Lage)  | PM55001673    | Inscrit      | 1993  |      |
| Skulptur Heilige Margaretha                    | Holz, vergoldet, Anfang des 18. Jahrhunderts | in der Kirche Notre-Dame-de-l’Assomption (Lage)  | PM55001676    | Inscrit      | 1993  |      |
| Skulptur Madonna mit Kind                      | Stein, farbig gefasst, 16. Jahrhundert       | in der Kirche Notre-Dame-de-l’Assomption (Lage)  | PM55000141    | Classé       | 1913  |      |